# Brabham
Motor Racing Developments Ltd., známý jako Brabham, je britský výrobce závodních automobilů a závodní tým Formule 1. Firma byla založena roku 1960 dvěma Australany, Jackem Brabhamem a Ronem Tauranacem.
Dříve se automobily značky Brabham označovaly písmeny MRD (Motor Racing Developments), po upozornění, že v rychlé francouzštině název znamená hanlivé označení psích exkrementů na chodníku, svolil Jack Brabham k označení automobilů svým příjmením.

## Galerie

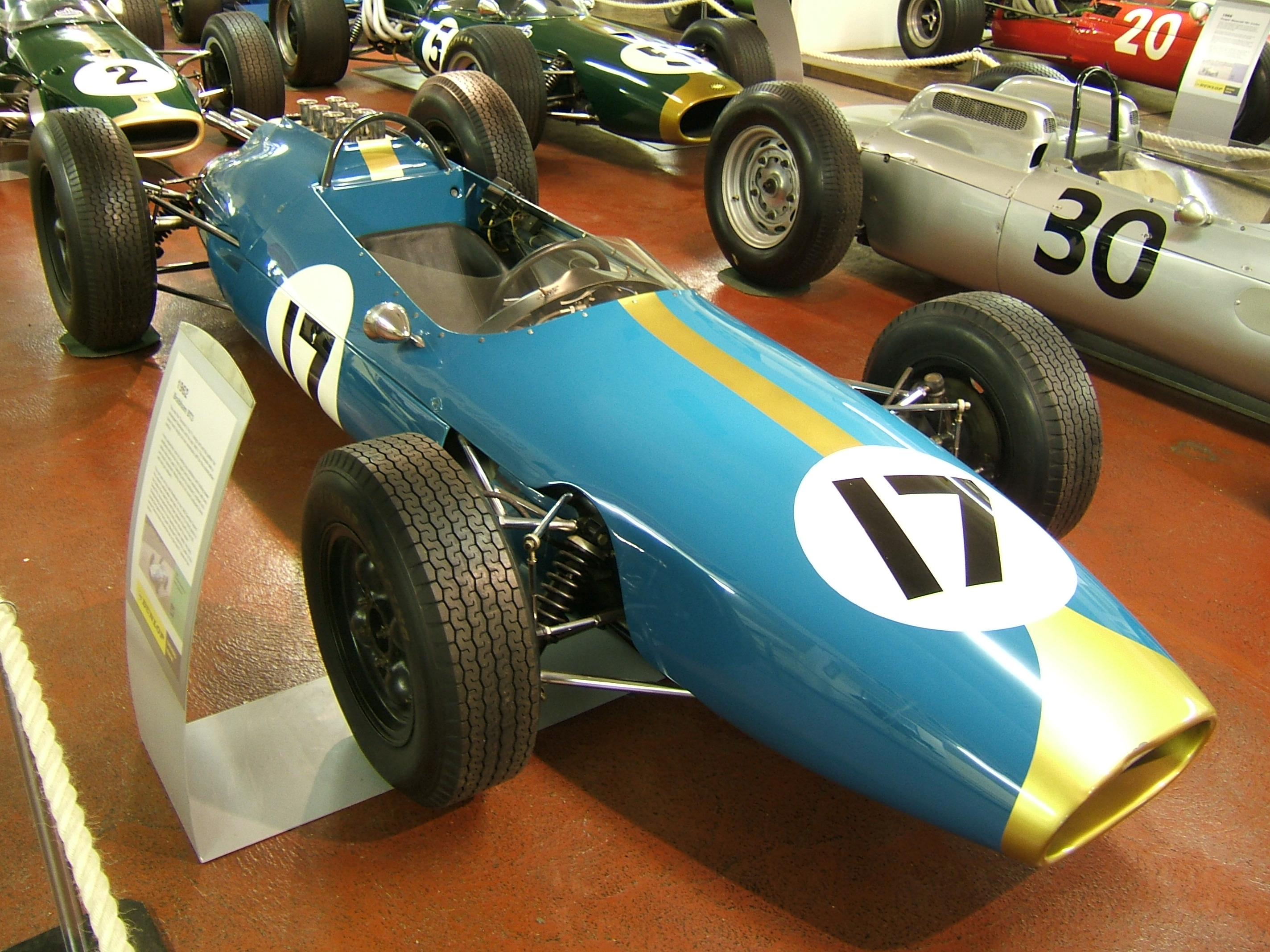
Brabham BT3
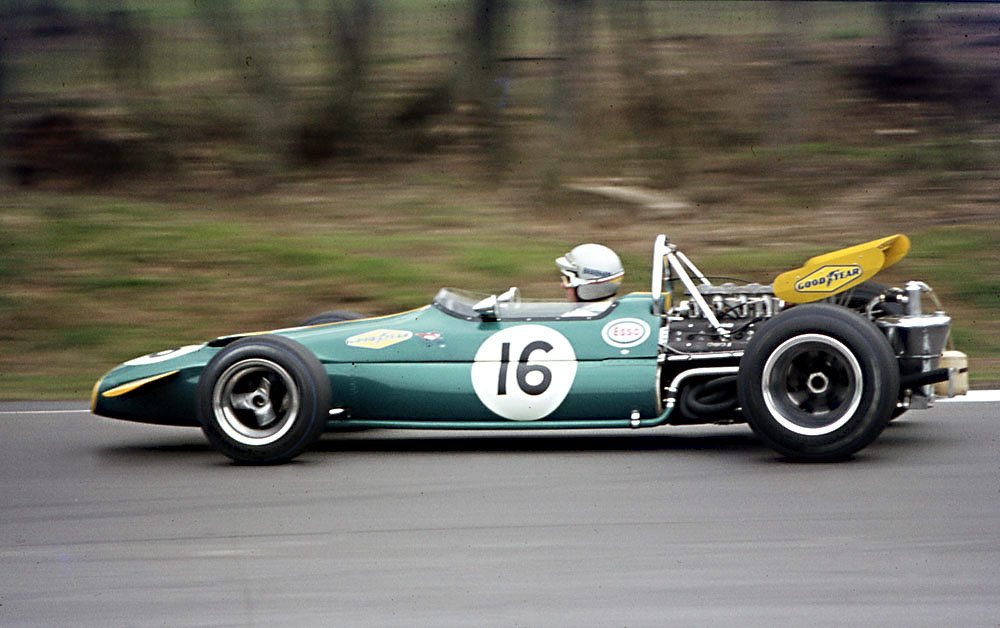
Brabham BT33
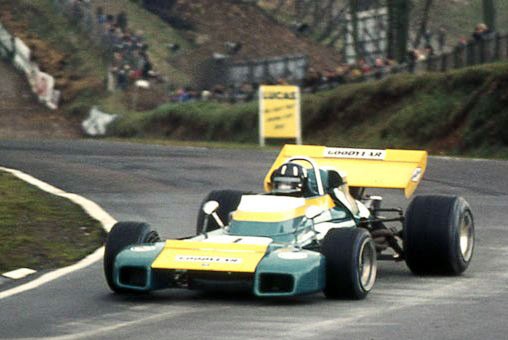
Brabham BT34
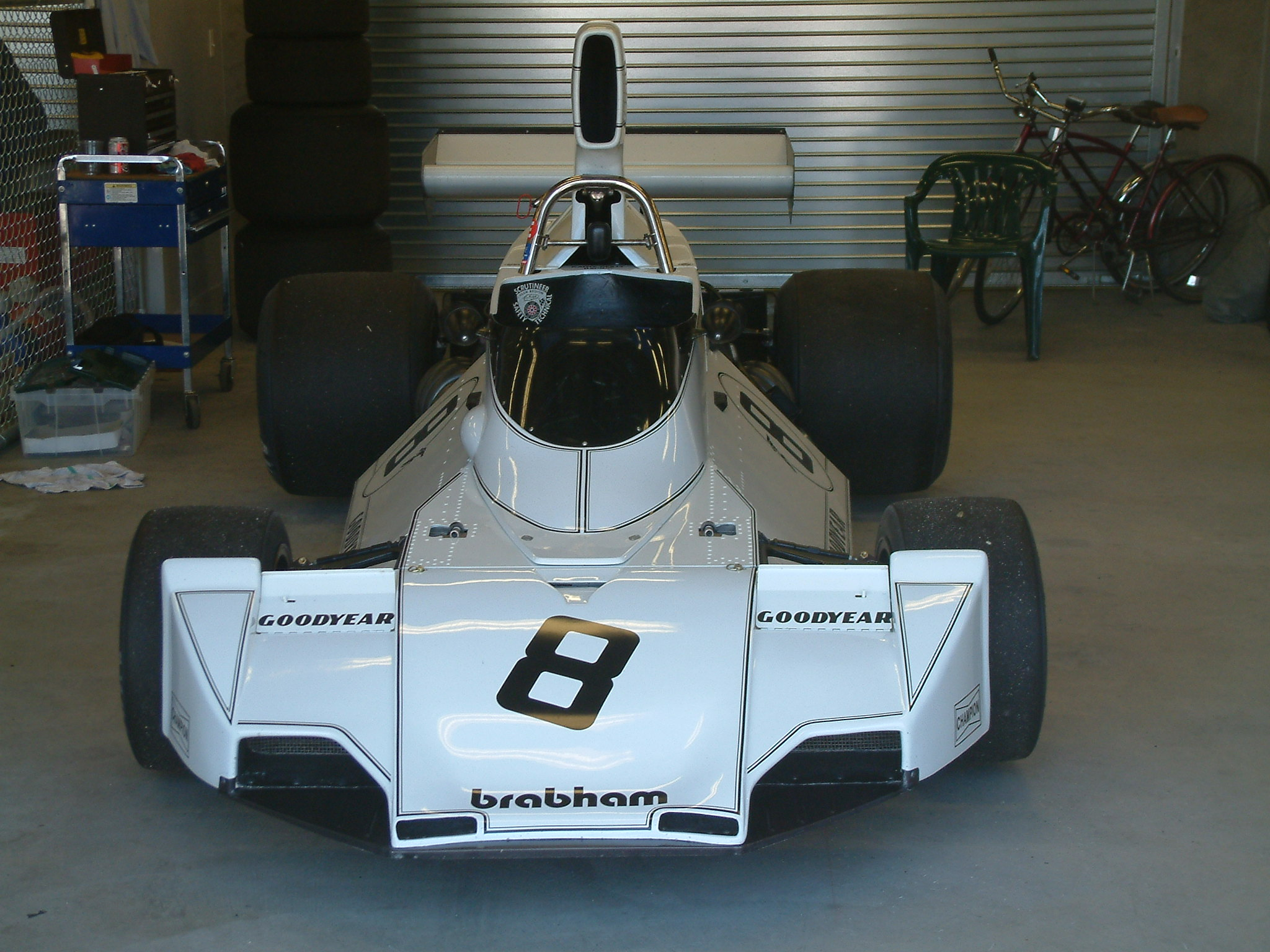
Brabham BT44
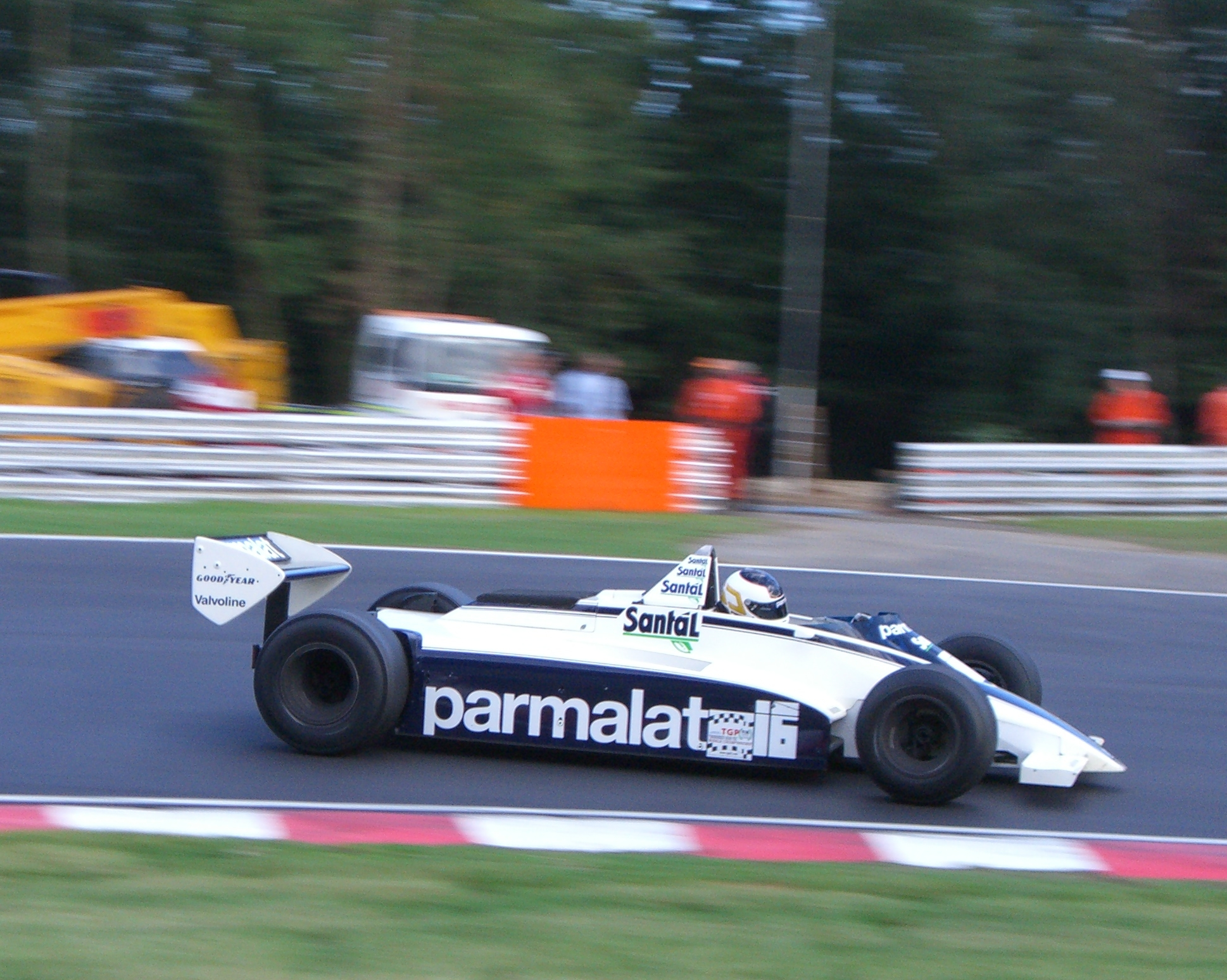
Brabham BT49
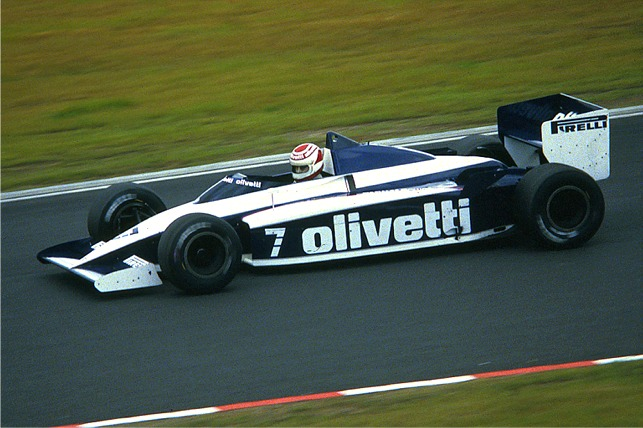
Nelson Piquet a jeho BT54
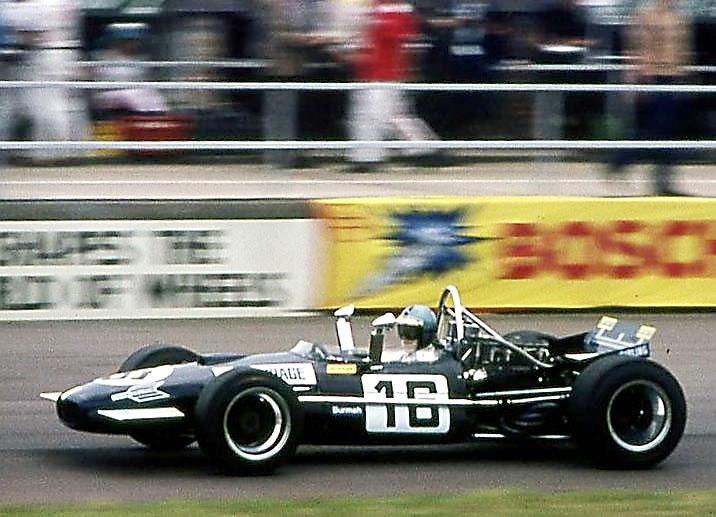
Několik F1 týmů používalo vozy Brabham
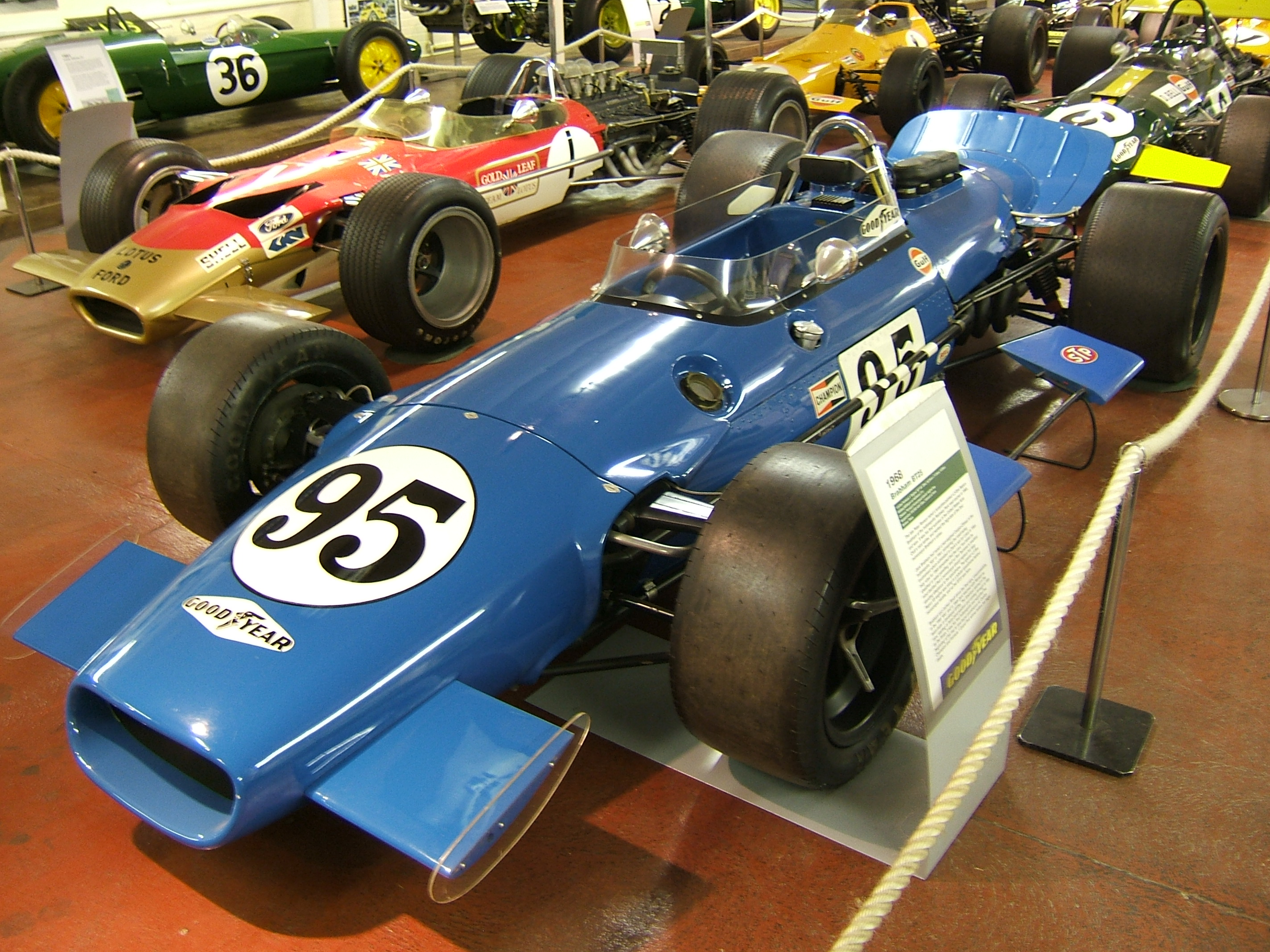
Brabham BT25
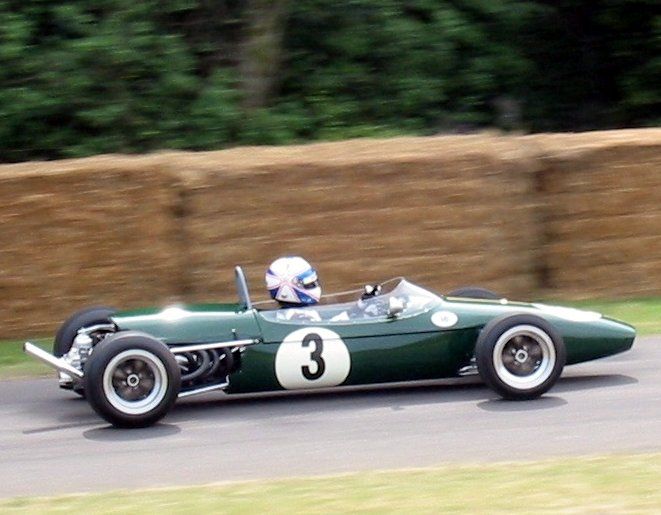
Brabham BT18-Honda
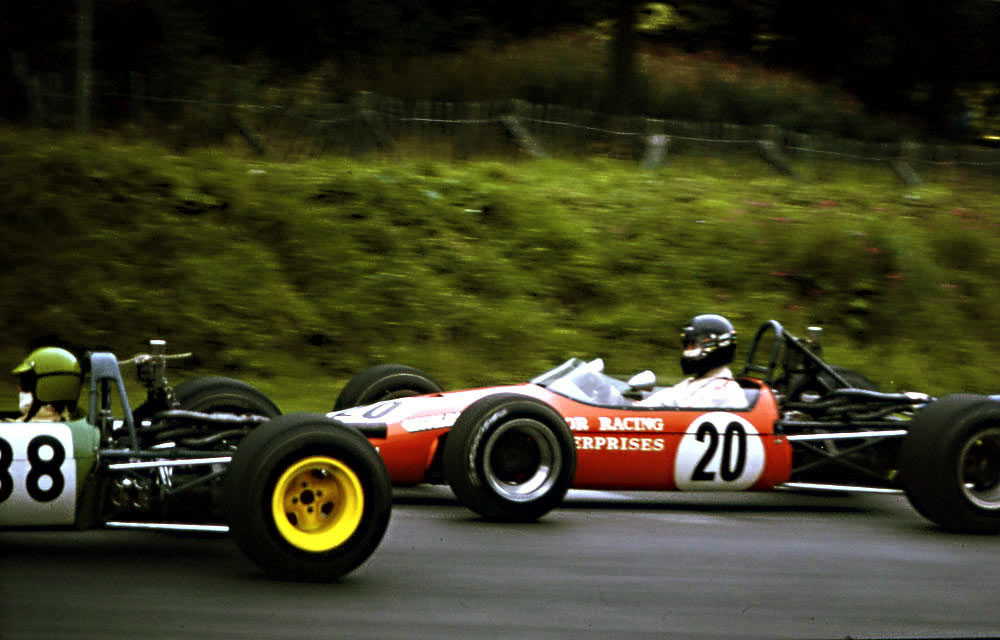
Brabham F3
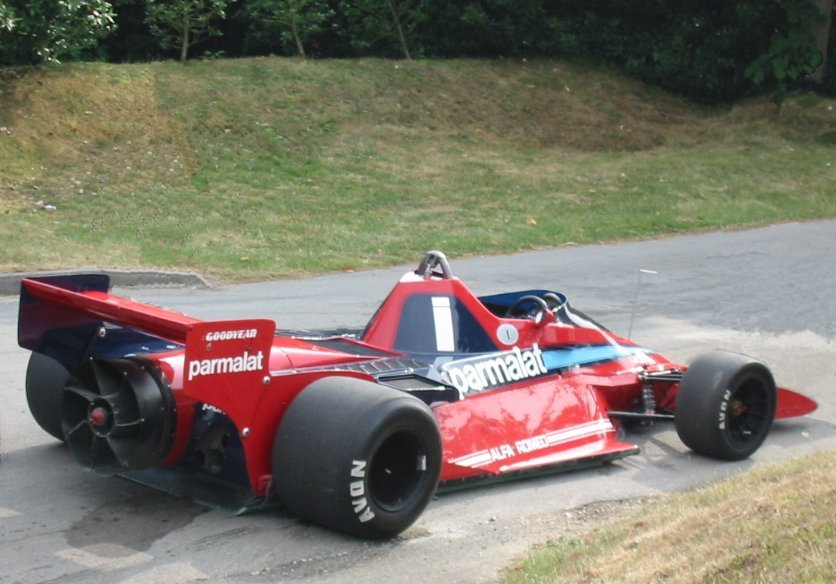
Brabham BT46